# Grandifoxus longirostris
Grandifoxus longirostris is een vlokreeftensoort uit de familie van de Phoxocephalidae. De wetenschappelijke naam van de soort is voor het eerst geldig gepubliceerd in 1938 door Gurjanova.